# Skisprung-Continental-Cup 2002/03
Der Skisprung-Continental-Cup 2002/03 begann am 5. Juli 2002 in Velenje und endete am 16. März 2003 in Stryn. Es fanden 46 Einzelwettbewerbe und ein Teamwettbewerb an 26 Wettkampforten in Europa, Asien und Nordamerika statt. Die Gesamtwertung gewann der Österreicher Stefan Thurnbichler.

## Continental-Cup-Übersicht
| Datum      | Austragungsort   | Schanze                         | Bemerkung | Sieger                                                                | Zweiter                                                                                  | Dritter                                                              |
| ---------- | ---------------- | ------------------------------- | --------- | --------------------------------------------------------------------- | ---------------------------------------------------------------------------------------- | -------------------------------------------------------------------- |
| 05.07.2002 | Velenje          | Grajski Grič K 85               |           | Robert Kranjec                                                        | Primož Peterka                                                                           | Damjan Fras                                                          |
| 06.07.2002 | Velenje          | Grajski Grič K 85               |           | Robert Kranjec                                                        | Primož Peterka                                                                           | Damjan Fras                                                          |
| 03.08.2002 | Oberstdorf       | Schattenbergschanze K 90        |           | Frank Löffler                                                         | Stefan Pieper                                                                            | Stefan Thurnbichler                                                  |
| 04.08.2002 | Oberstdorf       | Schattenbergschanze K 90        | Team      | DeutschlandStefan Pieper Frank Ludwig Michael Möllinger Frank Löffler | ÖsterreichStefan Thurnbichler Andreas Kofler Christian Nagiller Reinhard Schwarzenberger | PolenŁukasz Kruczek Tomisław Tajner Wojciech Skupień Marcin Bachleda |
| 24.08.2002 | Rælingen         | Marikollen K 88                 |           | Kai Bracht                                                            | Andreas Kofler                                                                           | Arttu Lappi                                                          |
| 25.08.2002 | Rælingen         | Marikollen K 88                 |           | Reinhard Schwarzenberger                                              | Stefan Pieper                                                                            | Jussi Hautamäki                                                      |
| 30.08.2002 | Falun            | Lugnet K 90                     |           | Andreas Kofler                                                        | Kalle Keituri                                                                            | Reinhard Schwarzenberger                                             |
| 01.09.2002 | Falun            | Lugnet K 90                     |           | Wettkampf abgesagt                                                    | Wettkampf abgesagt                                                                       | Wettkampf abgesagt                                                   |
| 21.09.2002 | Calgary          | Alberta Ski Jump Area K 89      |           | Kai Bracht                                                            | Isak Grimholm                                                                            | Kang Chil-gu                                                         |
| 22.09.2002 | Calgary          | Alberta Ski Jump Area K 89      |           | Choi Heung-chul                                                       | Rok Benkovič                                                                             | Gregory Baxter                                                       |
| 28.09.2002 | Salt Lake City   | Utah Olympic Park Jumps K 120   |           | Clint Jones                                                           | Simon Ammann                                                                             | Rok Benkovič                                                         |
| 29.09.2002 | Salt Lake City   | Utah Olympic Park Jumps K 120   |           | Clint Jones                                                           | Johnny Spillane                                                                          | Simon Ammann                                                         |
| 14.12.2002 | Lahti            | Salpausselkä-Schanze K 120      |           | Mathias Hafele                                                        | Thomas Morgenstern                                                                       | Anders Bardal Lars Bystøl                                            |
| 15.12.2002 | Lahti            | Salpausselkä-Schanze K 120      |           | Thomas Morgenstern                                                    | Mathias Hafele                                                                           | Christian Nagiller                                                   |
| 21.12.2002 | Liberec          | Ještěd „A“ K 120                |           | Thomas Morgenstern                                                    | Lars Bystøl                                                                              | Jakub Janda                                                          |
| 22.12.2002 | Liberec          | Ještěd „A“ K 120                |           | Thomas Morgenstern                                                    | Jakub Janda                                                                              | Lars Bystøl                                                          |
| 26.12.2002 | St. Moritz       | Olympiaschanze K 90             |           | Bastian Kaltenböck                                                    | Stefan Thurnbichler                                                                      | Stefan Kaiser                                                        |
| 28.12.2002 | Engelberg        | Gross-Titlis-Schanze K 120      |           | Stefan Thurnbichler                                                   | Christian Nagiller                                                                       | Emmanuel Chedal                                                      |
| 01.01.2003 | Seefeld in Tirol | Toni-Seelos-Olympiaschanze K 90 |           | Christian Nagiller                                                    | Reinhard Schwarzenberger                                                                 | Wolfgang Loitzl                                                      |
| 04.01.2003 | Bischofshofen    | Paul-Außerleitner-Schanze K 120 |           | Jussi Hautamäki                                                       | Michael Neumayer                                                                         | Risto Jussilainen                                                    |
| 10.01.2003 | Sapporo          | Miyanomori K 90                 |           | Morten Solem                                                          | Ferdinand Bader                                                                          | Shingo Ueno                                                          |
| 11.01.2003 | Sapporo          | Ōkurayama K 120                 |           | Hideharu Miyahira                                                     | Pekka Salminen                                                                           | Akira Higashi                                                        |
| 12.01.2003 | Sapporo          | Ōkurayama K 120                 |           | Hideharu Miyahira                                                     | Pekka Salminen                                                                           | Noriaki Kasai                                                        |
| 11.01.2003 | Planica          | Srednija K 90                   |           | Christian Nagiller                                                    | Kai Bracht                                                                               | Stefan Thurnbichler                                                  |
| 12.01.2003 | Planica          | Srednija K 90                   |           | Christian Nagiller                                                    | Janne Happonen                                                                           | Stefan Thurnbichler                                                  |
| 25.01.2003 | Titisee-Neustadt | Hochfirstschanze K 120          |           | Christof Duffner                                                      | Daniel Forfang                                                                           | Kai Bracht                                                           |
| 26.01.2003 | Titisee-Neustadt | Hochfirstschanze K 120          |           | Robert Mateja                                                         | Igor Medved                                                                              | Daniel Forfang                                                       |
| 01.02.2003 | Braunlage        | Wurmbergschanze K 90            |           | Michael Möllinger                                                     | Morten Solem                                                                             | Balthasar Schneider                                                  |
| 02.02.2003 | Braunlage        | Wurmbergschanze K 90            |           | Morten Solem                                                          | Bine Zupan                                                                               | Stefan Thurnbichler                                                  |
| 05.02.2003 | Willingen        | Mühlenkopfschanze K 120         |           | Michael Möllinger                                                     | Stefan Thurnbichler                                                                      | Maximilian Mechler                                                   |
| 08.02.2003 | Zakopane         | Wielka Krokiew K 120            |           | Daniel Forfang                                                        | Jure Radelj                                                                              | Robert Mateja                                                        |
| 09.02.2003 | Zakopane         | Wielka Krokiew K 120            |           | Daniel Forfang                                                        | Stefan Thurnbichler                                                                      | Robert Mateja                                                        |
| 15.02.2003 | Westby           | Snowflake K 106                 |           | Wettkampf abgesagt                                                    | Wettkampf abgesagt                                                                       | Wettkampf abgesagt                                                   |
| 16.02.2003 | Westby           | Snowflake K 106                 |           | Ferdinand Bader                                                       | Bernhard Metzler                                                                         | Markus Eigentler                                                     |
| 15.02.2003 | Eisenerz         | Erzbergschanzen K 90            |           | Reinhard Schwarzenberger                                              | Mathias Hafele                                                                           | Frank Ludwig                                                         |
| 16.02.2003 | Eisenerz         | Erzbergschanzen K 90            |           | Stefan Thurnbichler                                                   | Frank Ludwig                                                                             | Jure Radelj                                                          |
| 21.02.2003 | Brotterode       | Inselbergschanze K 90           |           | Janne Happonen                                                        | Stefan Thurnbichler                                                                      | Michael Neumayer                                                     |
| 22.02.2003 | Brotterode       | Inselbergschanze K 90           |           | Janne Happonen                                                        | Jörg Ritzerfeld                                                                          | Daniel Forfang                                                       |
| 23.02.2003 | Lauscha          | Marktiegelschanze K 90          |           | Reinhard Schwarzenberger                                              | Michael Neumayer                                                                         | Daniel Forfang Morten Solem Janne Happonen                           |
| 28.02.2003 | Ishpeming        | Suicide Hill K 90               |           | Kai Bracht                                                            | Ferdinand Bader                                                                          | Lauri Hakola                                                         |
| 01.03.2003 | Ishpeming        | Suicide Hill K 90               |           | Roland Audenrieth                                                     | Kai Bracht                                                                               | Ferdinand Bader                                                      |
| 02.03.2003 | Ishpeming        | Suicide Hill K 90               |           | Ferdinand Bader                                                       | Juha-Matti Ruuskanen                                                                     | Lauri Hakola                                                         |
| 01.03.2003 | Ruhpolding       | Große Zirmbergschanze K 115     |           | Stefan Thurnbichler                                                   | Michael Neumayer                                                                         | Bastian Kaltenböck                                                   |
| 02.03.2003 | Ruhpolding       | Große Zirmbergschanze K 115     |           | Stefan Thurnbichler                                                   | Reinhard Schwarzenberger                                                                 | Morten Solem                                                         |
| 12.03.2003 | Yamagata         | Zaō-Schanze K 90                |           | Akira Higashi                                                         | Thomas Lobben                                                                            | Takanobu Okabe                                                       |
| 13.03.2003 | Yamagata         | Zaō-Schanze K 90                |           | Yūsuke Kaneko                                                         | Jim Denney                                                                               | Hiroki Yamada                                                        |
| 15.03.2003 | Stryn            | Björkelibakken K 90             |           | Morten Solem                                                          | Michael Möllinger                                                                        | Markus Eigentler                                                     |
| 16.03.2003 | Stryn            | Björkelibakken K 90             |           | Morten Solem                                                          | Ferdinand Bader                                                                          | Michael Möllinger                                                    |

## Wertungen

### Sommer
| Rang | Name                     | Punkte |
| ---- | ------------------------ | ------ |
| 001. | Stefan Pieper            | 0421   |
| 002. | Kai Bracht               | 0405   |
| 003. | Rok Benkovič             | 0829   |
| 004. | Andreas Kofler           | 0320   |
| 005. | Reinhard Schwarzenberger | 0262   |
| 006. | Blaž Vrhovnik            | 0259   |
| 007. | Jure Radelj              | 0231   |
| 008. | Isak Grimholm            | 0216   |
| 009. | Clint Jones              | 0200   |
|      | Robert Kranjec           | 0200   |

| Rang | Name            | Punkte |
| ---- | --------------- | ------ |
| 011. | Choi Heung-chul | 0167   |
| 012. | Primož Peterka  | 0160   |
| 013. | Kristoffer Jåfs | 0156   |
| 014. | Simon Ammann    | 0140   |
| 015. | Jussi Hautamäki | 0136   |
| 016. | Arttu Lappi     | 0132   |
| 017. | Frank Löffler   | 0129   |
| 018. | Kalle Keituri   | 0126   |
| 019. | Johnny Spillane | 0125   |
| 020. | Damjan Fras     | 0120   |

| Rang | Name               | Punkte |
| ---- | ------------------ | ------ |
| 020. | Bine Zupan         | 0120   |
| 022. | Kang Chil-gu       | 0117   |
| 023. | Christian Nagiller | 0106   |
| 024. | Peter Žonta        | 0100   |
| 025. | Gregory Baxter     | 0095   |
| 026. | Marco Steinauer    | 0084   |
| 027. | Kazuyoshi Funaki   | 0081   |
| 028. | Michael Möllinger  | 0079   |
| 029. | Uroš Peterka       | 0073   |
| 030. | Andreas Küttel     | 0069   |

### Winter
| Rang | Name                     | Punkte |
| ---- | ------------------------ | ------ |
| 001. | Stefan Thurnbichler      | 1252   |
| 002. | Morten Solem             | 0958   |
| 003. | Michael Möllinger        | 0829   |
| 004. | Ferdinand Bader          | 0813   |
| 005. | Daniel Forfang           | 0804   |
| 006. | Bastian Kaltenböck       | 0747   |
| 007. | Kai Bracht               | 0621   |
| 008. | Bernhard Metzler         | 0605   |
| 009. | Christian Nagiller       | 0593   |
| 010. | Wolfgang Loitzl          | 0523   |
| 011. | Frank Ludwig             | 0522   |
| 012. | Reinhard Schwarzenberger | 0518   |
| 013. | Balthasar Schneider      | 0489   |
| 014. | Jure Radelj              | 0448   |
| 015. | Mathias Hafele           | 0444   |
| 016. | Janne Happonen           | 0423   |
| 017. | Michael Neumayer         | 0400   |
| 018. | Alexander Herr           | 0380   |
|      | Thomas Morgenstern       | 0380   |
| 020. | Pekka Salminen           | 0311   |
| 021. | Jörg Ritzerfeld          | 0305   |
| 022. | Robert Mateja            | 0299   |
| 023. | Olav Magne Dønnem        | 0285   |
| 024. | Lauri Hakola             | 0281   |
| 025. | Roland Audenrieth        | 0276   |
| 026. | Håvard Lie               | 0263   |
| 027. | Juha-Matti Ruuskanen     | 0261   |
| 028. | Stefan Kaiser            | 0255   |
| 029. | Yūsuke Kaneko            | 0250   |
| 030. | Stephan Hocke            | 0244   |
| 031. | Primož Urh-Zupan         | 0225   |
| 032. | Anders Bardal            | 0223   |
| 033. | Akira Higashi            | 0219   |
| 034. | Igor Medved              | 0215   |
| 035. | Lars Bystøl              | 0214   |
| 036. | Jim Denney               | 0207   |
| 037. | Bine Norčič              | 0203   |
| 038. | Hideharu Miyahira        | 0200   |
| 039. | Manuel Fettner           | 0194   |
| 040. | Bine Zupan               | 0192   |
| 041. | Rok Urbanc               | 0182   |
| 042. | Frank Reichel            | 0181   |
| 043. | Stefan Pieper            | 0180   |
| 044. | Tommy Ingebrigtsen       | 0163   |
| 045. | Hiroki Yamada            | 0160   |
| 046. | Jernej Damjan            | 0157   |
|      | Jussi Hautamäki          | 0157   |
| 048. | Takanobu Okabe           | 0152   |
| 049. | Thomas Lobben            | 0147   |
| 050. | Kalle Keituri            | 0144   |
| 051. | Jakub Janda              | 0140   |
| 052. | Shingo Ueno              | 0137   |
| 053. | Markus Eigentler         | 0133   |
|      | Harri Olli               | 0133   |
| 055. | Christof Duffner         | 0126   |
| 056. | Jakub Jiroutek           | 0125   |
|      | Tomasz Pochwała          | 0125   |
| 058. | Tsuyoshi Ichinohe        | 0119   |
| 059. | Maximilian Mechler       | 0118   |
| 060. | Noriaki Kasai            | 0110   |
| 061. | Jarkko Heikkonen         | 0108   |
| 062. | Martin Koch              | 0105   |
|      | Christian Meyer          | 0105   |
| 064. | Emmanuel Chedal          | 0102   |
| 065. | Grzegorz Sobczyk         | 0101   |
| 066. | Thomas Schwall           | 0098   |
| 067. | Passi Hyytia             | 0091   |
|      | Kentaro Shigematsu       | 0091   |
| 069. | Maxime Remy              | 0090   |
|      | Naoki Yasuzaki           | 0090   |
| 071. | Rok Benkovič             | 0088   |
|      | Jure Bogataj             | 0088   |
| 073. | Jaan Jüris               | 0086   |
| 074. | Yasuhiro Shibata         | 0083   |
| 075. | Nicolas Dessum           | 0082   |
|      | Sylvain Freiholz         | 0082   |

| Rang | Name                 | Punkte |
| ---- | -------------------- | ------ |
|      | Fumihisa Yumoto      | 0082   |
| 078. | Grega Lang           | 0081   |
| 079. | Daiki Itō            | 0080   |
|      | Risto Jussilainen    | 0080   |
| 081. | Dirk Else            | 0079   |
| 082. | Krystian Długopolski | 0073   |
| 083. | Akseli Kokkonen      | 0071   |
| 084. | Wojciech Skupień     | 0068   |
| 085. | Christoph Strickner  | 0067   |
|      | Radek Zidek          | 0067   |
| 087. | Łukasz Kruczek       | 0066   |
| 088. | Kazuyoshi Funaki     | 0065   |
|      | Shinichiro Saito     | 0065   |
| 090. | Masahiko Harada      | 0064   |
| 091. | Jan-Otta Andersen    | 0063   |
|      | Mario Kürschner      | 0063   |
|      | Ryohei Nishimoro     | 0063   |
| 094. | Logan Gerber         | 0060   |
|      | Sota Akamura         | 0060   |
| 096. | Magnus Rostad        | 0059   |
|      | Wojciech Tajner      | 0059   |
| 098. | Martin Babis         | 0058   |
|      | David Jirotka        | 0058   |
| 100. | Jiri Parma           | 0056   |
| 101. | Hannu Alakunnas      | 0055   |
| 102. | Kyle Kessler         | 0054   |
|      | Marc Vogel           | 0054   |
| 104. | Gašper Čavlovič      | 0053   |
|      | Jonas Nordin         | 0053   |
| 106. | Borek Sedlák         | 0052   |
| 107. | Hartman Rector       | 0051   |
|      | Yukio Sakano         | 0051   |
| 109. | Florentin Durand     | 0049   |
| 110. | Blaž Vrhovnik        | 0048   |
| 111. | Kazuya Nakagawa      | 0046   |
|      | Teppei Takano        | 0046   |
| 113. | Choi Yong-jik        | 0044   |
|      | Kang Chil-gu         | 0044   |
| 115. | Boy van Baarle       | 0043   |
| 116. | Rastislav Leško      | 0042   |
| 117. | Jan Matura           | 0041   |
| 118. | Homare Kishimoto     | 0039   |
|      | Rene Stefanovie      | 0039   |
| 120. | Rémi Santiago        | 0038   |
| 121. | Kimmo Yliriesto      | 0037   |
| 122. | Marcin Bachleda      | 0036   |
|      | Michael Nagiller     | 0036   |
| 124. | Yūta Watase          | 0034   |
| 125. | Mateusz Rutkowski    | 0033   |
| 126. | Shūsaku Hosoyama     | 0032   |
|      | Kazuya Yoshioka      | 0032   |
| 128. | Daniel Klausmann     | 0031   |
|      | Roland Müller        | 0031   |
|      | Brian Welch          | 0031   |
| 131. | Stefan Becker        | 0030   |
| 132. | Stefano Chiapolino   | 0028   |
| 133. | Julian Musiol        | 0027   |
|      | Simon Podrebršek     | 0027   |
| 135. | Nicolas Fettner      | 0026   |
|      | Miroslav Formánek    | 0026   |
| 137. | Yasuhiko Ota         | 0025   |
|      | Tomisław Tajner      | 0025   |
| 139. | Michal Doležal       | 0024   |
|      | Andraž Kern          | 0024   |
| 141. | Uroš Peterka         | 0023   |
| 142. | Stanislav Filimonov  | 0022   |
|      | Steve Mc Neil        | 0022   |
|      | Terje Morka          | 0022   |
|      | Kazuyoshi Sakurai    | 0022   |
|      | Grzegorz Śliwka      | 0022   |
|      | Tarō Takayanagi      | 0022   |
| 148. | Ole-Kristian Stroem  | 0021   |
| 149. | Hagon Helgesen       | 0020   |
|      | Lukáš Hlava          | 0020   |
|      | Clint Jones          | 0020   |
|      | Martin Mesík         | 0020   |

| Rang | Name                 | Punkte |
| ---- | -------------------- | ------ |
| 153. | Eric Denney          | 0019   |
|      | Besnik Gashi         | 0019   |
|      | Katsunari Kimoto     | 0019   |
|      | Yasunori Suzuki      | 0019   |
|      | Hiroshi Yoshinari    | 0019   |
| 158. | Jon Aaraas           | 0018   |
|      | Giancarlo Adami      | 0018   |
|      | Alesio Bolognani     | 0018   |
|      | Ole Christen Enger   | 0018   |
|      | David Lazzaroni      | 0018   |
|      | Tommi Nieminen       | 0018   |
|      | Alexei Silajew       | 0018   |
|      | Kim-Arild Tandberg   | 0018   |
| 166. | Johan Eriksson       | 0016   |
|      | Teruyoshi Sugimoto   | 0016   |
| 168. | Yuta Araseki         | 0014   |
|      | Pjotar Tschaadajeu   | 0014   |
|      | Meinrad Hofmeier     | 0014   |
|      | Lassi Huuskonen      | 0014   |
|      | Kazuki Nishishita    | 0014   |
|      | Manuel Resch         | 0014   |
|      | Hiroya Saitō         | 0014   |
| 175. | Takashi Mori         | 0013   |
| 176. | Alan Alborn          | 0012   |
|      | Marco Beltrame       | 0012   |
|      | Dave Edlund          | 0012   |
| 179. | Erling Enger         | 0011   |
|      | Takeshi Ishizawa     | 0011   |
|      | Ingemar Mayr         | 0011   |
| 182. | Florian Knaus        | 0010   |
|      | Stephen Mackay       | 0010   |
|      | Tomokazu Miura       | 0010   |
|      | Jens Salumäe         | 0010   |
| 186. | Dominik Bafia        | 0009   |
| 187. | Gregory Baxter       | 0008   |
|      | Jan Ciapała          | 0008   |
|      | Ildar Fatkullin      | 0008   |
|      | Ray Hocking          | 0008   |
|      | Shunji Ikeda         | 0008   |
|      | Ryan Watts           | 0008   |
| 193. | Andreas Arén         | 0007   |
|      | Daijiro Higuchi      | 0007   |
|      | Stefan Rammerstorfer | 0007   |
|      | Hideo Togawa         | 0007   |
| 197. | Isak Grimholm        | 0006   |
|      | Bruno Hauswirth      | 0006   |
|      | Masayuki Satō        | 0006   |
| 200. | Chikanobu Kokubun    | 0005   |
|      | Andrew Osadetz       | 0005   |
|      | Eirik Ulimoen        | 0005   |
|      | Yuki Yasukawa        | 0005   |
| 204. | Jens Gaiser          | 0004   |
|      | Thomas Hörl          | 0004   |
|      | Gerald Hofer         | 0004   |
|      | Kim Hyun-ki          | 0004   |
|      | Gerald Percht        | 0004   |
|      | Ryōta Tomii          | 0004   |
| 210. | Pasi Ahonen          | 0003   |
|      | Tsubasa Chōnan       | 0003   |
|      | Anders Johnson       | 0003   |
|      | Sergej Kozhevnikov   | 0003   |
|      | Florian Krumbacher   | 0003   |
| 215. | Junya Anbo           | 0002   |
|      | Fredrik Jakobsson    | 0002   |
|      | Hans Petrat          | 0002   |
|      | Maxim Polunin        | 0002   |
|      | Jake Wolf            | 0002   |
|      | Kenta Yamamoto       | 0002   |
| 221. | Dimitri Ipatow       | 0001   |
|      | Takayuki Kiryu       | 0001   |
|      | Yūki Koike           | 0001   |
|      | Antony Myhra         | 0001   |
|      | Krzysztof Styrczula  | 0001   |
|      | Shōta Tanaka         | 0001   |

### Gesamt
| Rang | Name                     | Punkte |
| ---- | ------------------------ | ------ |
| 001. | Stefan Thurnbichler      | 1312   |
| 002. | Kai Bracht               | 1026   |
| 003. | Morten Solem             | 1019   |
| 004. | Michael Möllinger        | 0908   |
| 005. | Ferdinand Bader          | 0813   |
| 006. | Daniel Forfang           | 0807   |
| 007. | Reinhard Schwarzenberger | 0780   |
| 008. | Bastian Kaltenböck       | 0747   |
| 009. | Christian Nagiller       | 0699   |
| 010. | Jure Radelj              | 0679   |

| Rang | Name                | Punkte |
| ---- | ------------------- | ------ |
| 011. | Bernhard Metzler    | 0613   |
| 012. | Stefan Pieper       | 0601   |
| 013. | Frank Ludwig        | 0574   |
| 014. | Wolfgang Loitzl     | 0523   |
| 015. | Balthasar Schneider | 0489   |
| 016. | Rok Benkovič        | 0450   |
| 017. | Mathias Hafele      | 0444   |
| 018. | Janne Happonen      | 0423   |
| 019. | Michael Neumayer    | 0400   |
| 020. | Alexander Herr      | 0380   |

| Rang | Name               | Punkte |
| ---- | ------------------ | ------ |
| 020. | Thomas Morgenstern | 0380   |
| 022. | Andreas Kofler     | 0320   |
| 023. | Stefan Kaiser      | 0312   |
|      | Bine Zupan         | 0312   |
| 025. | Pekka Salminen     | 0311   |
| 026. | Blaž Vrhovnik      | 0307   |
| 027. | Olav Magne Dønnem  | 0305   |
|      | Jörg Ritzerfeld    | 0305   |
| 029. | Robert Mateja      | 0299   |
| 030. | Jussi Hautamäki    | 0293   |